# Baumeister
Baumeister Ploiești este o companie de construcții din România.
Compania a fost înființată în 1997 de omul de afaceri german Michael Dietrich în parteneriat cu Dan Grigore Adamescu.
Ulterior, familia Adamescu a obținut controlul companiei prin intermediul companiilor Nova Group Investment, care deține 90% din acțiuni, și Complexul Hotelier Modern, care controlează 10%.
Număr de angajați în 2010: 300
Cifra de afaceri în 2009: 47 milioane euro
Venit net în 2009: 3,8 milioane euro